# Лів Константін
Лів Константін, англ. Liv Constantine — псевдонім сестер Лінн Константін, англ. Lynne Constantine та Валері Константін. Лінн і Валері є національними та міжнародними авторами бестселерів, проданих понад мільйон примірників по всьому світу. Їхні книги перекладені 28 мовами, доступні в 33 країнах, сюжети їх книг використовуються як для телебачення, так і для кіно. Їхні книги високо оцінили USA Today, The Sunday Times, People Magazine, Good Morning America та багато інших. Їхній дебютний роман "Остання місіс Періш — це вибір книжкового клубу Різ Візерспун.

### Біографія
Лінн – колишній менеджер з маркетингу, отримала ступінь магістра бізнесу в Університеті Джона Хопкінса. Вона досліджувала коралові рифи по всьому світу, затонулі уламки в південній частині Тихого океану і закохалася в рибу-ангела в Карибському морі.
Валері - На початку своєї кар’єри працювала помічником Білого дому в офісі президента з планування та попереднього планування президентських поїздок і подорожей, а також відвідала понад сорок іноземних країн. Має диплом з англійської літератури. 
Зараз сестри, розділені трьома штатами, часами спілкуються електронною поштою та через FaceTime, плетучи паутину темних сюжетних ліній. Натхненні старими історіями, колись почутими від своєї грецької бабусі, Лінн і Валері створюють повні глубокого психологізму трилери, які тримають в напруженні до останньої сторінки